# Mujeres en Japón

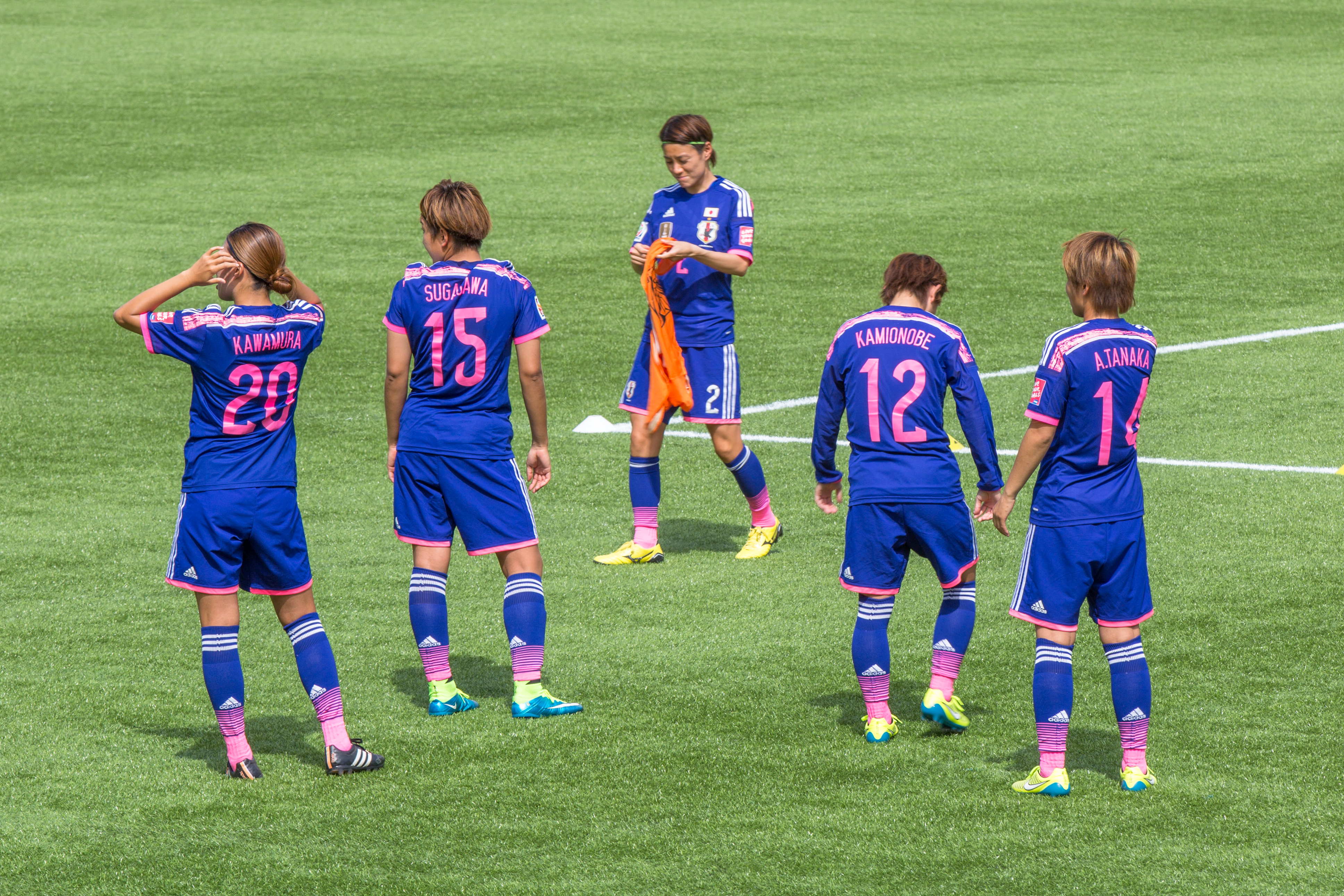
La selección de fútbol ganó una Copa del Mundo.

Las mujeres son iguales a los hombres en Japón según la constitución. No obstante, hay diferencia salarial de género y existen óbices para conciliar la vida laboral y familiar.

## Historia

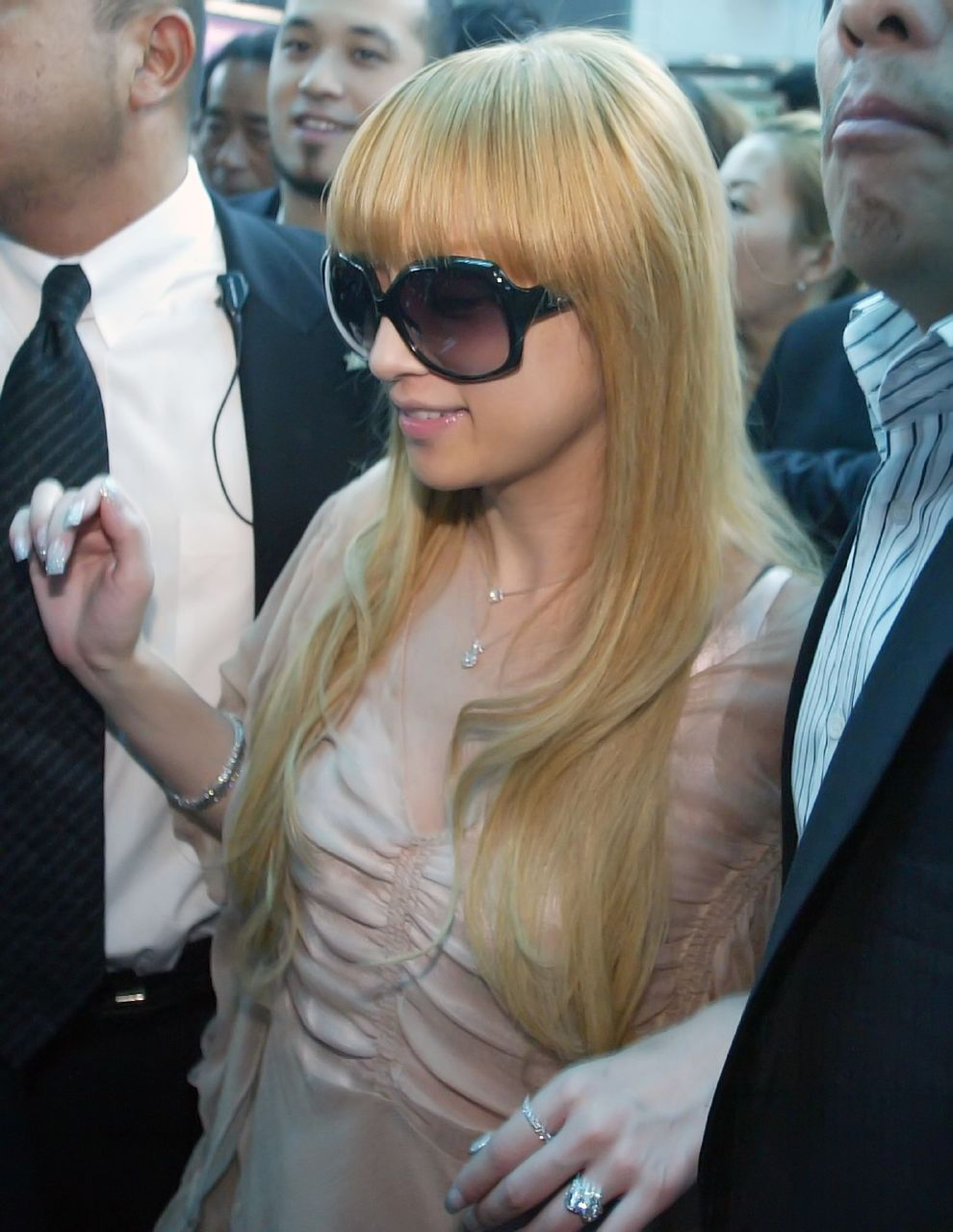
La cantante Ayumi Hamasaki, la más trascendental de Japón.

Hasta el comienzo del período Muromachi, la sociedad japonesa se centró en las mujeres. Amaterasu, la deidad del sol, era una mujer y generalmente se creía que las mujeres tenían las habilidades sobrenaturales para comunicarse con los dioses; un poder que los hombres no tenían.
No era raro encontrar mujeres gobernantes en el siglo III, como la legendaria gobernante Himiko y hasta el siglo VIII hubo un total de seis emperatrices. Tanto en el período Heian como en la era feudal temprana, las mujeres disfrutaban de una gran libertad, trabajaban en las mismas condiciones que los hombres, dominaban la literatura hasta bien entrado el siglo XII siglo y tenían el derecho de herencia. Podían tener propiedades, recibir educación y se les permitía, aunque discretamente, tener amantes.
Esta regla de las mujeres fue continuada durante mucho tiempo por personas sencillas como agricultores, comerciantes o pescadores en las regiones rurales, donde vivían alrededor del 80% de la población japonesa en ese momento. Por el contrario, la vida de las mujeres de mayor rango, principalmente de la clase noble, cambió a partir del siglo VI por el confucianismo, en el que la vida de la mujer estaba ligada a los tres deberes de la obediencia y a las cuatro virtudes. Los deberes consistían en la obediencia al padre antes del matrimonio, al marido durante el matrimonio y al hijo después de la muerte del marido, mientras que las cuatro virtudes se entendían como la modestia, el habla adecuada, la laboriosidad y la modestia.
Un ejemplo del cambio gradual en la imagen de la mujer es una historia del Kojiki, en la que el matrimonio entre una princesa y su hermano provocó el destierro del hermano, pero ella lo siguió y siguieron viviendo juntos. Sin embargo, en una segunda versión del Nihon Shoki modificada por el confucianismo, se dice que sólo la princesa fue desterrada.

### II Milenio

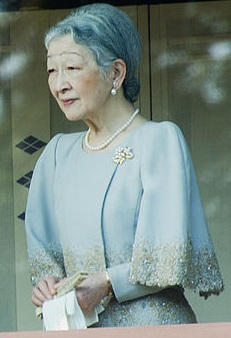
La emperatriz Michiko.

En lo que respecta a la sociedad política, las mujeres se volvieron completamente subordinadas a los hombres en el período Edo después de que la reforma Taika del siglo VII les prohibiera convertirse en funcionarias del gobierno.
En el período Edo las mujeres dependían casi por completo de los hombres, ya que tenían pocos derechos. Por lo tanto, se ocupaban del hogar o, en lo que respecta a las zonas rurales, trabajaban en los arrozales.
En el período Meiji, que marcó el comienzo de la modernización japonesa, las normas de la clase samurái se extendieron por toda la sociedad a medida que se abolían gradualmente las distinciones de clase. Las mujeres perdieron poder e igualdad en la sociedad y en el mercado laboral. La sociedad gradualmente se volvió dominada por los hombres.

### SigloXX

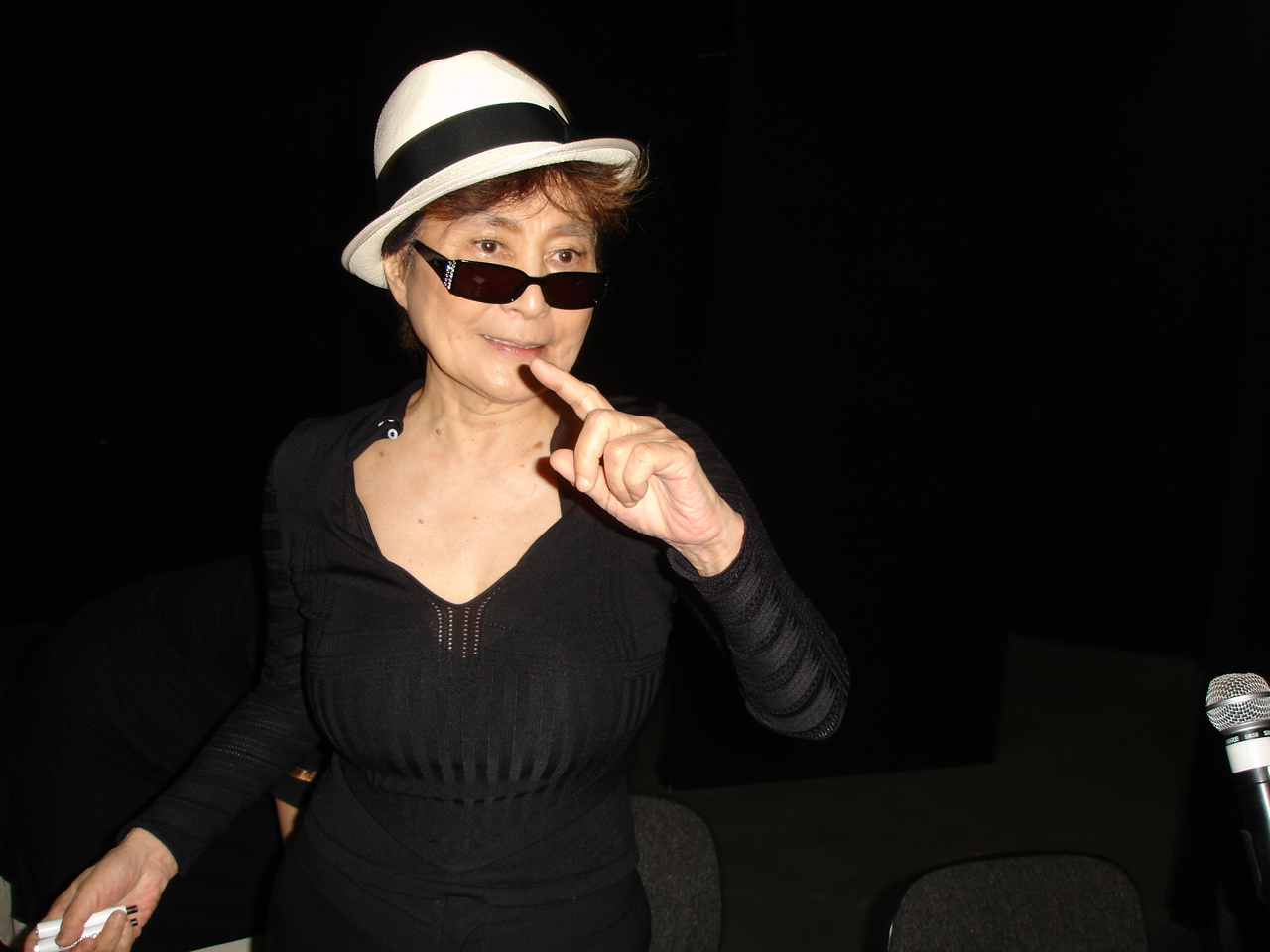
La música Yoko Ono, quizás la más famosa del.

Después de la Segunda Guerra Mundial y con la dominación estadounidense, los derechos de las mujeres fueron redefinidos por la Constitución de 1947, hubo un especial énfasis en la igualdad de género y se introdujo el sufragio femenino.

## Rol social

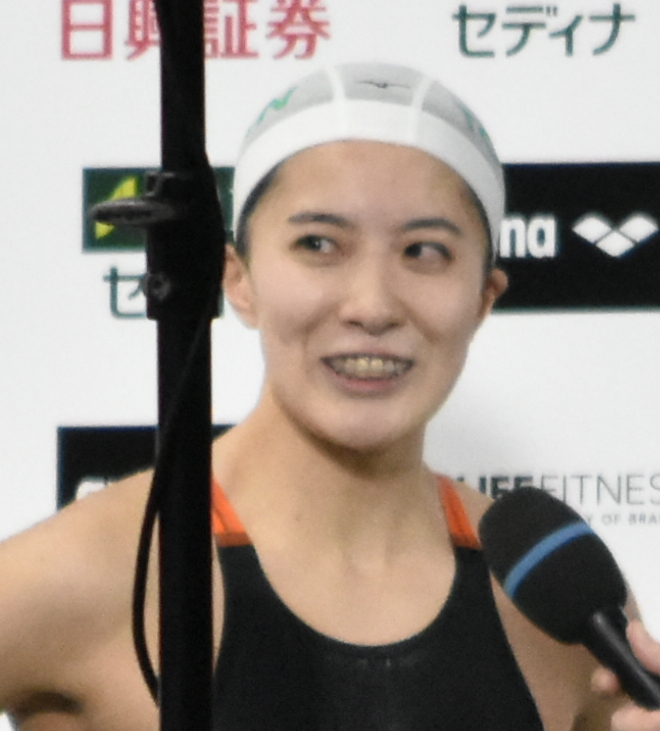
La nadadora y oro olímpica Yui Ohashi.

Las mujeres que nacieron hasta en los años 1930, encarnaron la imagen tradicional de la llamada ryōsai kenbo (良妻賢母); la «buena esposa y madre sabía» e inferiores a los hombres. Ellas se ocuparon de las tareas del hogar, criaron a los hijos y mantuvieron a sus maridos, los sostenes económicos de la familia.
A las mujeres nacidas desde los años 1940, se les permitió el acceso a la educación y fueron criadas bajo la premisa de que la igualdad era una necesidad. Así se volvieron más independientes, pero aún tenían que cuidar de la familia y el hogar, por lo que la compatibilidad entre el trabajo y la familia fue difícil hasta el final del siglo XX.
En los años 1920 era común que las mujeres hicieran trabajos fuera del hogar, como tejeduría o bordado, todas las cuales eran ocupaciones donde podían vigilar a los niños. Después de la Segunda Guerra Mundial, la proporción de mujeres trabajadoras fue la más alta de todos los países industrializados. Leyes como la Ley de Igualdad de Oportunidades y la Constitución de 1947 ahora les permitían trabajar en profesiones típicamente dominadas por hombres, como en los campos de la medicina, la política o el poder judicial. También se introdujo una ley en 1991 que permite a las mujeres tomar licencia por maternidad hasta que el hijo cumpla 1 año.
Sin embargo, las posibilidades de ascenso son escasas en comparación con los hombres y solo existe una oportunidad real después de unos 20 años en el negocio. Muchas no aprovechan esta oportunidad porque después del nacimiento de su primer hijo, que ocurre alrededor de los 30 años, muchas mujeres escalan la escalera durante varios años completamente de la vida laboral, en parte voluntariamente, en parte porque son demasiado inflexibles para las empresas, y no regresan al mercado laboral hasta que tienen alrededor de 40 años. Por lo tanto, el mundo laboral de las mujeres puede describirse como la curva M: las profesionales empleadas son muchas hasta los 30 años, allí inicia la edad en la que la mayoría son madres, esta curva se derrumba rápidamente y sólo a mediados de los 45 años, cuando regresan al mercado laboral, la curva vuelve a subir.